# Hermann-Bernhard Ramcke
Hermann-Bernhard „Gerhard” Ramcke (Schleswig, 1889. január 24. – Kappeln, 1968. július 4.)  a náci Németország ejtőernyős parancsnoka.

## A II. világháború előtt
A kereskedelemben kezdte pályafutását, majd az első világháború kitörésekor alapított tengerészgyalogsághoz csatlakozott. Előbb Flandriában, majd a Baltikumban harcolt. A háború végén főhadnagy lett, és megkapta az I. és II. osztályú Vaskereszt kitüntetéseket. A két háború között a Reichswehrben kiképzőtisztként működött, a rohamcsapatok kiképzésének szakértőjeként tartották számon. 1940-ben csatlakozott az ejtőernyős fegyvernemhez. Ramcke ekkor már 51 éves volt.

## Kréta elfoglalása (Merkúr hadművelet)
A Kréta ellen ejtőernyősökkel végrehajtott hadműveletben jutott először szerephez, amikor Sussman tábornok a hadművelet parancsnoka leszállás közben az életét vesztette, így a hadművelet irányítása Ramckéra hárult. Oroszlánrészt vállalt a sziget elfoglalásában, de kétes hírnévre tett szert. Könyörtelenül fellépett az új-zélandi, maori katonák és Kréta lakosságával szemben, mert a krétaiak sok elfogott, sebesült ejtőernyőst megkínoztak, meglincseltek. A krétai hadművelet olyan jelentős veszteségeket okozott a német ejtőernyősöknek, hogy soha többé nem vetették be őket önállóan.

## Észak-Afrika
Ezután ejtőernyős különítményével Rommel Afrika Corpsában szolgált. Itt tett szert igazán nagy hírnévre. A második el-alameini csata során egységét bekerítették, ahonnan azonban kitört. Ezt követően a Ramcke-dandár 125 kilométert tett meg gyalog a sivatagban, a britek által elfoglalt területen. Amikor visszatért az Afrika Corpshoz, Rommel így kiáltott fel: „Varus, visszahoztad légióimat!”

## Olaszország
Ramcke ezek után az olasz kiugrás során jutott szerephez. Rómában ejtőernyős ugrással meglepték és lefegyverezték az olasz hadsereget.

## További harcok
1943-ban ismét a görög szigetvilágban került bevetésre, ahol visszafoglalták az angolok által megszállt Dodekanészosz-szigetcsoportot. 1943–44 telén a keleti frontra vezényelték, de a Kijev körüli harcokban olyan súlyos veszteségeket szenvedett, hogy ki kellett vonni és újjászervezni a hadosztályt.

## Normandia
1944-ben a szövetségesek inváziós erőivel harcolt. Itt Dinant és Brest védelménél tűnt ki. Brestben egy maquis támadást is levert. Miután az embereinek kétharmada elesett, megadta magát az amerikaiaknak. Hadifogsága alatt tudta meg, hogy Lovagkeresztjéhez megkapta Hitlertől a briliánsokat is.

## Hadifogság
Az amerikaiak nagyon kegyetlenül bántak vele, mivel azt hitték hogy ő is a náci párt tagja volt. Erről azonban szó sincs, Ramcke sohasem lépett be a Nemzetiszocialista Német Munkáspártba. Megszökött a táborból, hogy panaszt tudjon tenni az őrök brutalitása ellen. Az eredmény nem maradt el: embereit szabadon engedték, őt pedig átadták a franciáknak, akik a „bresti mészárosként” tartották számon, és több ízben megkínozták. Miután letöltötte büntetését, visszatért Németországba, ahol 1968-ban hunyt el.

## Lásd még
- Második világháború
- Erwin Rommel
- Otto Skorzeny